# Descend into the Absurd
Descend into the Absurd è il primo album della band Death metal tedesca Fleshcrawl, pubblicato nel 1992 dalla Black Mark Production.

## Tracce
1. Between Shadows They Crawl – 2:32
2. Phrenetic Tendencies – 5:32
3. Perpetual Dawn – 6:42
4. Purulent Bowel Erosion – 5:11
5. Lost In A Grave – 7:05
6. Never To Die Again – 7:30
7. Festering Flesh – 6:44
8. Infected Subconscious – 6:25
9. Evoke The Excess – 6:56

## Formazione
- Alex Pretzer - voce
- Markus Amann - basso
- Giro Schmidt - chitarra, voce
- Stefan Hanus - chitarra
- Bastian Herzog - batteria